# De Leuve
De Leuve is een kantoortoren in het centrum van Rotterdam. Het gebouw met veertien verdiepingen werd gebouwd voor het pensioenfonds van Philips op de hoek van de Schiedamsedijk en de Schilderstraat. Het was één van de eerste hoge kantoorgebouwen van Rotterdam. Het moderne gebouw geldt als een symbool van de Wederopbouw van de havenstad.
Tot 1970 was het architectenbureau van ontwerper Herman Bakker in de toren gehuisvest. Op de gevel prijkte tot 1978 het logo van bierbrouwer Heineken waardoor het gebouw in de volksmond lange tijd bekend stond als de Heineken-toren.

## Brand
Op 28 juli 1978 brak in De Leuve brand uit waardoor de bovenste zes verdiepingen werden verwoest. Doordat de brand uitbrak na kantooruren vielen er geen gewonden. De schade werd geschat op veertien miljoen gulden.

## Fotogalerij

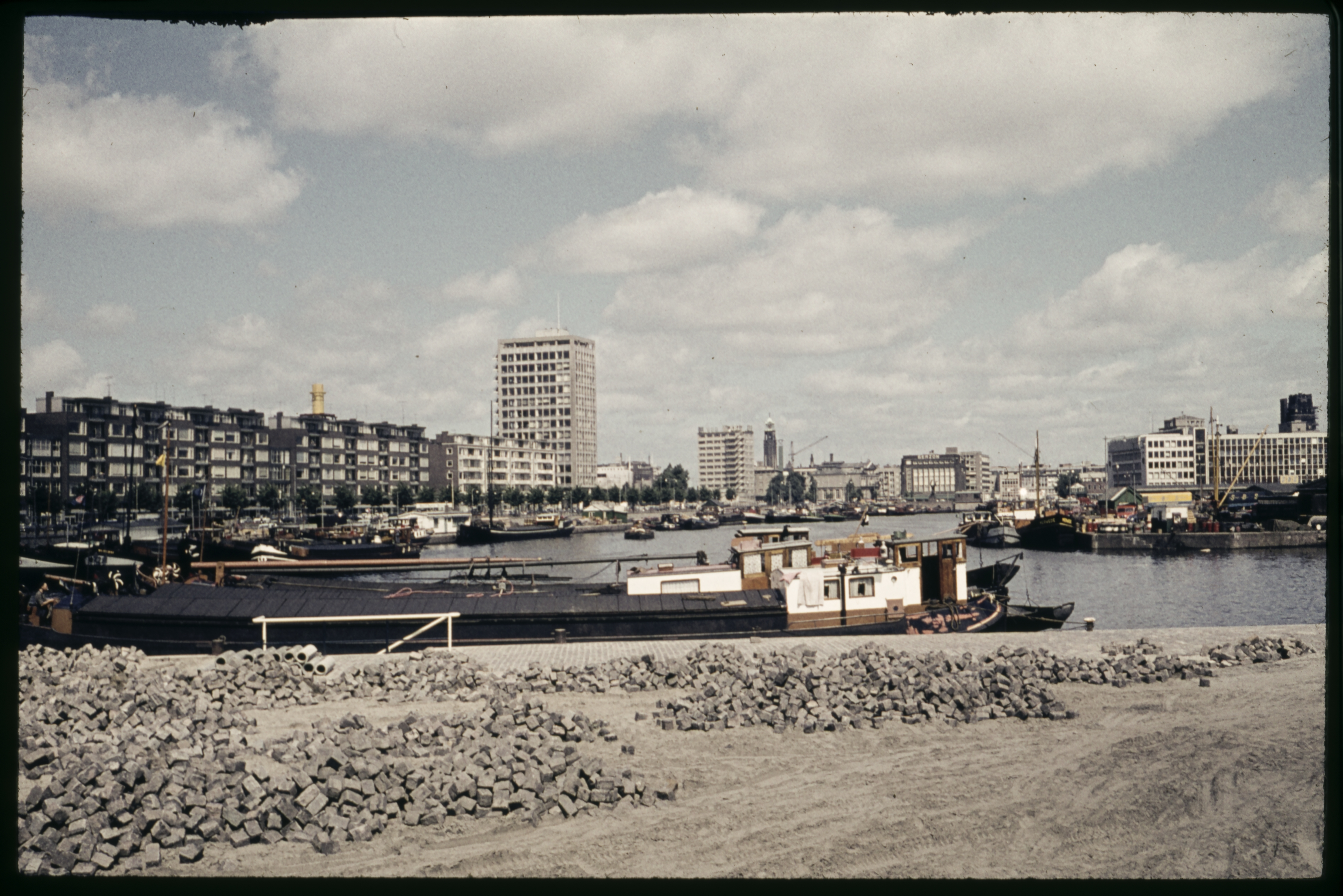
Zicht op de Leuvehaven in 1960
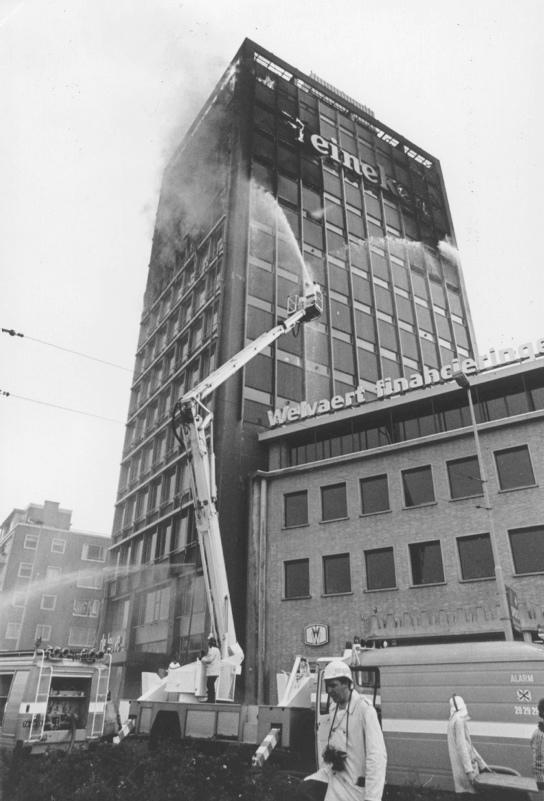
Brand in De Leuve in 1978
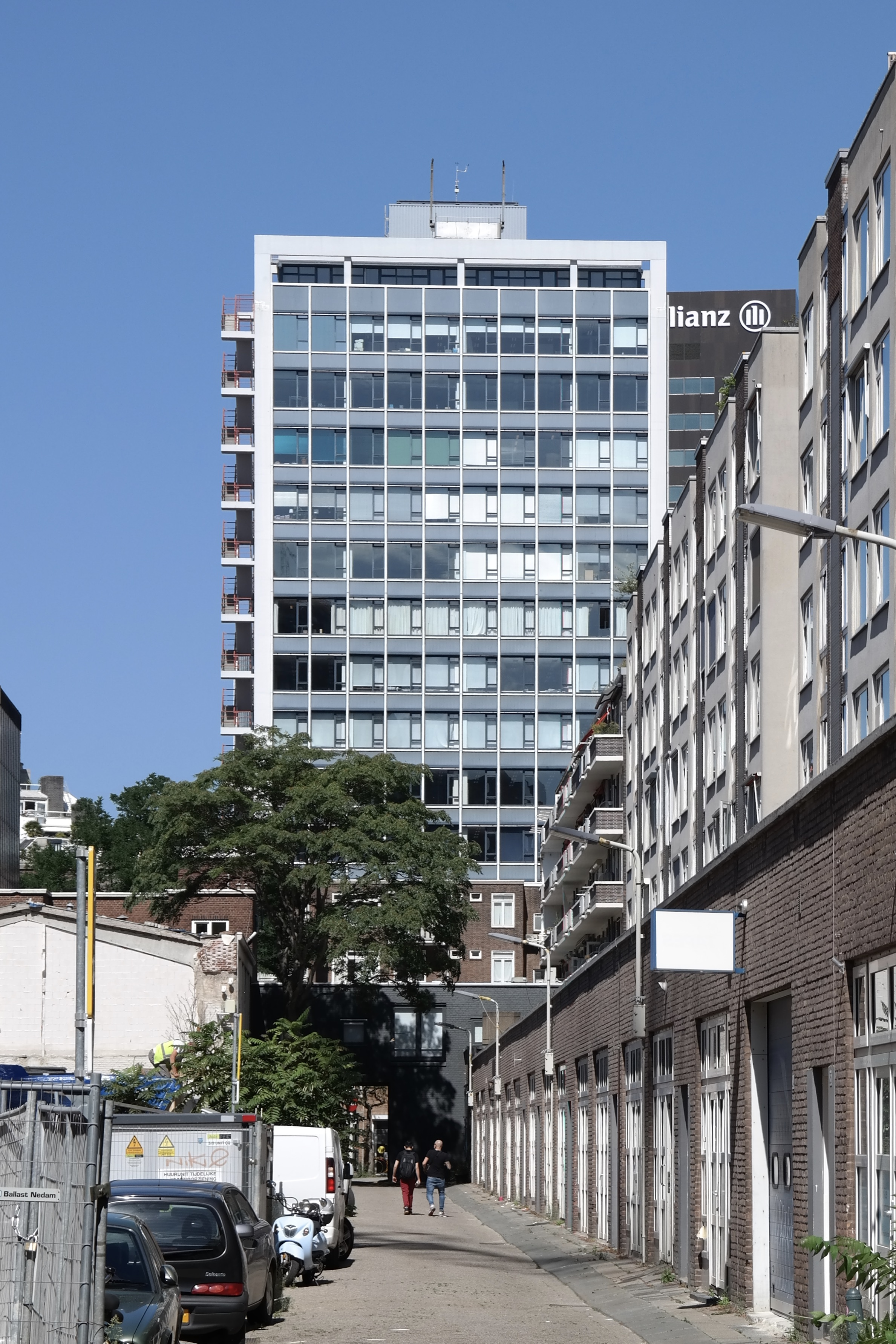
De Leuve anno 2020

100Hoog · CasaNova · Cooltoren · Coopvaert · De Hoge Heren · De Rotterdam · De Zalmhaven · Delftse Poort · Erasmus MC · FIRST Rotterdam · Five55 · Hofpoort · Maastoren · Millenniumtoren · Montevideo · New Orleans · Oosterbaken · Pegasustoren · Robecotoren · Schielandtoren · The Muse · The Red Apple · The Sax · Toren op Zuid · Up:Town · Waterstadtoren · Weenatoren · Westerlaantoren · World Port Center ·